# Pseudofentonia dua
Pseudofentonia dua är en fjärilsart som beskrevs av Alexander Schintlmeister 1997. Pseudofentonia dua ingår i släktet Pseudofentonia och familjen tandspinnare. Inga underarter finns listade i Catalogue of Life.